# L.A. Bounty
L.A. Bounty è un film statunitense del 1989 diretto da Worth Keener.

## Trama
L'ex poliziotta divenuta cacciatrice di taglie Ruger sono sulle tracce di una banda che ha assassinato il suo compagno e rapito il candidato sindaco di Los Angeles.